# Васильев, Николай Александрович (генерал)
Николай Александрович Васильев (1842—?) — русский военный деятель, генерал от артиллерии (1907). Член Военного совета Российской империи (1905).

## Биография
В службу вступил в 1862 году после окончания Второго кадетского корпуса произведён в подпоручики, в 1863 году в поручики. В 1867 году после окончания Михайловской артиллерийской академии по 1-му разряду произведён в штабс-капитаны. В 1875 году произведён в капитаны.
В 1877 году произведён в полковники с назначением командиром 3-й батареи Кавказской Гренадёрской артиллерийской бригады, участник Русско-турецкой войны, за храбрость в этой компании был награждён Золотой георгиевской саблей.
С 1879 года командир 4-й батареи 39-й артиллерийской бригады. С 1886 года командир 3-й батареи 21-й артиллерийской бригады. В 1891 году произведён в генерал-майоры с назначением заведующим артиллерийской части Закаспийской области. С 1896 года исполняющий должность начальника артиллерии Приамурского военного округа. В 1899 году произведён в генерал-лейтенанты с назначением помощником начальника Главного артиллерийского управления. С 1906 по 1907 годы комендант Либавской крепости.
С 1905 по 1911 годы был членом Военного совета Российской империи. В 1907 году произведён в генералы от артиллерии. Был награждён всеми российскими орденами вплоть до ордена Святого Владимира 2-й степени пожалованного ему в 1904 году.